# Élections municipales de 2021 dans Beauharnois-Salaberry
Pour un article plus général, voir Élections municipales de 2021 en Montérégie.
Cet article concerne les élections municipales de 2021 en Montérégie dans la municipalité régionale de comté de Beauharnois-Salaberry.

## Beauharnois
|             | Élection (2017)                                                                                      | Dissolution (2021)                                                                         | Élection (2021)                                                                               |
| Maire       | Bruno Tremblay                                                                                       | Bruno Tremblay                                                                             | Alain Dubuc                                                                                   |
| Conseillers | Jocelyne Rajotte Roxanne Poissant Guillaume Lévesque-Sauvé Richard Dubuc Alain Savard Linda Toulouse | Jocelyne Rajotte Roxanne Poissant Mario Charette Richard Dubuc Alain Savard Linda Toulouse | Jocelyne Rajotte Francis Laberge Mario Charette Dominique Bellemare Alain Savard À déterminer |

| Taux de participation :                | Taux de participation :                | Taux de participation :                | Taux de participation :                | Taux de participation :                | 45,7 % |
| Nombre de votes valides :              | Nombre de votes valides :              | Nombre de votes valides :              | Nombre de votes valides :              | Nombre de votes valides :              | 5 033  |
| Nombre de votes rejetées à la mairie : | Nombre de votes rejetées à la mairie : | Nombre de votes rejetées à la mairie : | Nombre de votes rejetées à la mairie : | Nombre de votes rejetées à la mairie : | 41     |
| Nombre d'électeurs inscrits :          | Nombre d'électeurs inscrits :          | Nombre d'électeurs inscrits :          | Nombre d'électeurs inscrits :          | Nombre d'électeurs inscrits :          | 11 095 |

| Candidats pour la mairie                     | Vote  | %     |
| -------------------------------------------- | ----- | ----- |
| Alain Dubuc                                  | 2 450 | 48,68 |
| Lara Quevillon                               | 1 351 | 26,84 |
| Bruno Tremblay (Sortant)                     | 684   | 13,59 |
| Roxanne Poissant (Sortante d'un autre poste) | 548   | 10,89 |

| Candidats district 1 - Des Îles-de-la-Paix | Vote | %     |
| ------------------------------------------ | ---- | ----- |
| Jocelyne Rajotte (Sortante)                | 435  | 52,86 |
| Benoit Lévesque                            | 388  | 47,14 |

| Candidats district 2 - De la Beauce | Vote | %     |
| ----------------------------------- | ---- | ----- |
| Francis Laberge                     | 468  | 53,49 |
| Catherine Lévesque-Sauvé            | 407  | 46,51 |

| Candidats district 3 - Des Moissons | Vote | %     |
| ----------------------------------- | ---- | ----- |
| Mario Charette (Sortant)            | 744  | 74,47 |
| Benoit Priest                       | 255  | 25,53 |

| Candidats district 4 - Saint-Louis | Vote | %     |
| ---------------------------------- | ---- | ----- |
| Dominique Bellemare                | 360  | 50,49 |
| Christian Vincent                  | 353  | 49,51 |

| Candidats district 5 - Parc Industriel | Vote | %     |
| -------------------------------------- | ---- | ----- |
| Alain Savard (Sortant)                 | 299  | 42,23 |
| Jocelyne Murphy                        | 224  | 31,64 |
| Marie-Josée Paiement                   | 122  | 17,23 |
| Huguens Bien Aimée                     | 63   | 8,90  |

| Candidats district 6 - De la Pointe-du-Buisson | Vote | %     |
| ---------------------------------------------- | ---- | ----- |
| Manon Fortier                                  | 388  | 50,00 |
| Robin Philippe Lamonde                         | 388  | 50,00 |
| Égalité                                        |      |       |

- Recomptage pour le poste de conseiller #6[1].

| Candidats district 6 - De la Pointe-du-Buisson | Vote | %     |
| ---------------------------------------------- | ---- | ----- |
| Manon Fortier                                  | 387  | 50,06 |
| Robin Philippe Lamonde                         | 386  | 49,94 |

## Saint-Louis-de-Gonzague
|             | Élection (2017)                                                                                         | Dissolution (2021)                                                                                      | Élection (2021)                                                                                         |
| Maire       | Yves Daoust                                                                                             | Yves Daoust                                                                                             | Yves Daoust                                                                                             |
| Conseillers | François Leduc Jean-François Poirier Julie Baillargeon Christian Brault Mélanie Genesse Paul Lavallière | François Leduc Jean-François Poirier Julie Baillargeon Christian Brault Mélanie Genesse Paul Lavallière | François Leduc Jean-François Poirier Julie Baillargeon Christian Brault Mélanie Genesse Paul Lavallière |

| Candidats pour la mairie | Vote            | %               |
| ------------------------ | --------------- | --------------- |
| Yves Daoust (Sortant)    | Sans opposition | Sans opposition |

| Candidats District #1    | Vote            | %               |
| ------------------------ | --------------- | --------------- |
| François Leduc (Sortant) | Sans opposition | Sans opposition |

| Candidats District #2           | Vote            | %               |
| ------------------------------- | --------------- | --------------- |
| Jean-François Poirier (Sortant) | Sans opposition | Sans opposition |

| Candidats District #3        | Vote            | %               |
| ---------------------------- | --------------- | --------------- |
| Julie Baillargeon (Sortante) | Sans opposition | Sans opposition |

| Candidats District #4      | Vote            | %               |
| -------------------------- | --------------- | --------------- |
| Christian Brault (Sortant) | Sans opposition | Sans opposition |

| Candidats District #5      | Vote            | %               |
| -------------------------- | --------------- | --------------- |
| Mélanie Genesse (Sortante) | Sans opposition | Sans opposition |

| Candidats District #6     | Vote            | %               |
| ------------------------- | --------------- | --------------- |
| Paul Lavallière (Sortant) | Sans opposition | Sans opposition |

- Démission de François Leduc, conseiller du district #1, le 21 juillet 2023[2].

- Élection sans opposition de Mathieu Gagné au poste de conseiller du district #1 le 22 octobre 2023[3].

| Candidats District #1 | Vote            | %               |
| --------------------- | --------------- | --------------- |
| Mathieu Gagné         | Sans opposition | Sans opposition |

## Saint-Stanislas-de-Kostka
|             | Élection (2017)                                                                                         | Dissolution (2021)                                                                    | Élection (2021)                                                                                |
| Maire       | Caroline Huot                                                                                           | Caroline Huot                                                                         | Jean-François Gendron                                                                          |
| Conseillers | Anne-Marie Gauthier François Guinois Louise Théorêt Michel Taillefer Réjean Dumouchel Mario Archambault | Vacant Jean-François Gendron Louise Théorêt Michel Taillefer Vacant Mario Archambault | Sylvain Poirier Mario Prévost Louise Théorêt Raymond Martin Jacques Mailloux Mario Archambault |

| Taux de participation :                | Taux de participation :                | Taux de participation :                | Taux de participation :                | Taux de participation :                | 48,5 % |
| Nombre de votes valides :              | Nombre de votes valides :              | Nombre de votes valides :              | Nombre de votes valides :              | Nombre de votes valides :              | 767    |
| Nombre de votes rejetées à la mairie : | Nombre de votes rejetées à la mairie : | Nombre de votes rejetées à la mairie : | Nombre de votes rejetées à la mairie : | Nombre de votes rejetées à la mairie : | 11     |
| Nombre d'électeurs inscrits :          | Nombre d'électeurs inscrits :          | Nombre d'électeurs inscrits :          | Nombre d'électeurs inscrits :          | Nombre d'électeurs inscrits :          | 1 605  |

| Candidats pour la mairie                            | Vote | %     |
| --------------------------------------------------- | ---- | ----- |
| Jean-François Gendron (Sortant d'un autre poste)    | 579  | 75,49 |
| Jean-Pierre Gaboury                                 | 188  | 24,51 |
| Note: Jean-Pierre Gaboury, ancien maire (2009-2013) |      |       |

| Candidats District #1 | Vote            | %               |
| --------------------- | --------------- | --------------- |
| Sylvain Poirier       | Sans opposition | Sans opposition |

| Candidats District #2 | Vote            | %               |
| --------------------- | --------------- | --------------- |
| Mario Prévost         | Sans opposition | Sans opposition |

| Candidats District #3                       | Vote | %     |
| ------------------------------------------- | ---- | ----- |
| Louise Théorêt (Sortante)                   | 88   | 58,28 |
| Michel Taillefer (Sortant d'un autre poste) | 63   | 41,72 |

| Candidats District #4 | Vote | %     |
| --------------------- | ---- | ----- |
| Raymond Martin        | 94   | 66,67 |
| Pierre Phoenix        | 47   | 33,33 |

| Candidats District #5 | Vote            | %               |
| --------------------- | --------------- | --------------- |
| Jacques Mailloux      | Sans opposition | Sans opposition |

| Candidats District #6       | Vote            | %               |
| --------------------------- | --------------- | --------------- |
| Mario Archambault (Sortant) | Sans opposition | Sans opposition |

## Saint-Urbain-Premier
|             | Élection (2017)                                                                                      | Dissolution (2021)                                                                   | Élection (2021)                                                                             |
| Maire       | Réjean Beaulieu                                                                                      | Réjean Beaulieu                                                                      | Alain Brault                                                                                |
| Conseillers | Nicole Ste-Marie Sylvain Mallette Sylvain Roy Lucien Thibault Marc-Antoine Thibault Patrice Boisjoli | Nicole Ste-Marie Vacant Sylvain Roy Lucien Thibault Daniel Marchand Patrice Boisjoli | Audrey Beaudoin Sylvain Mallette Marie Provost Joël Beaudoin Lucien Thibault Francis Ranger |

| Taux de participation :                | Taux de participation :                | Taux de participation :                | Taux de participation :                | Taux de participation :                | 44,5 % |
| Nombre de votes valides :              | Nombre de votes valides :              | Nombre de votes valides :              | Nombre de votes valides :              | Nombre de votes valides :              | 459    |
| Nombre de votes rejetées à la mairie : | Nombre de votes rejetées à la mairie : | Nombre de votes rejetées à la mairie : | Nombre de votes rejetées à la mairie : | Nombre de votes rejetées à la mairie : | 6      |
| Nombre d'électeurs inscrits :          | Nombre d'électeurs inscrits :          | Nombre d'électeurs inscrits :          | Nombre d'électeurs inscrits :          | Nombre d'électeurs inscrits :          | 1 044  |

| Candidats pour la mairie | Vote | %     |
| ------------------------ | ---- | ----- |
| Alain Brault             | 295  | 62,47 |
| Francine Daigle          | 164  | 35,73 |

| Candidats conseiller #1 | Vote | %     |
| ----------------------- | ---- | ----- |
| Audrey Beaudoin         | 246  | 54,42 |
| Louis Beauregard        | 206  | 45,58 |

| Candidats conseiller #2 | Vote | %     |
| ----------------------- | ---- | ----- |
| Sylvain Mallette        | 236  | 52,44 |
| Antoine Quirion-Couture | 214  | 47,56 |

| Candidats conseiller #3 | Vote            | %               |
| ----------------------- | --------------- | --------------- |
| Marie Provost           | Sans opposition | Sans opposition |

| Candidats conseiller #4 | Vote | %     |
| ----------------------- | ---- | ----- |
| Joël Beaudoin           | 287  | 66,90 |
| Pascal Bouchard         | 142  | 33,10 |

| Candidats conseiller #5                    | Vote | %     |
| ------------------------------------------ | ---- | ----- |
| Lucien Thibault (Sortant d'un autre poste) | 343  | 76,91 |
| Hugo Robert                                | 103  | 23,09 |

| Candidats conseiller #6 | Vote | %     |
| ----------------------- | ---- | ----- |
| Francis Ranger          | 296  | 69,00 |
| Louis-Philippe Bruneau  | 133  | 31,00 |

- Démission d'Audrey Beaudoin, conseillère #1, annoncée lors de la séance du 15 décembre 2021[4].

- Élection sans opposition d'Antoine Quirion-Couture au poste de conseiller #1 le 10 avril 2022[5].

| Candidats conseiller #1 | Vote            | %               |
| ----------------------- | --------------- | --------------- |
| Antoine Quirion-Couture | Sans opposition | Sans opposition |

- Démission d'Alain Brault, maire, en juin 2022 pour raisons personnelles[6]. Lucien Thibault, conseiller #5, exerce la fonction de maire suppléant pendant l'intérim[7].

- Élection sans opposition de Lucien Thibault au poste de maire le 7 octobre 2022[8].

| Candidats pour la mairie                   | Vote            | %               |
| ------------------------------------------ | --------------- | --------------- |
| Lucien Thibault (sortant d'un autre poste) | Sans opposition | Sans opposition |

- Élection sans opposition de Jean-Denis Paré au poste de conseiller #5 le 27 novembre 2022[8],[9].

| Candidats conseiller #5 | Vote            | %               |
| ----------------------- | --------------- | --------------- |
| Jean-Denis Paré         | Sans opposition | Sans opposition |

- Démission de Marie Provost, conseillère #3, le 15 février 2023[10].

- Élection sans opposition de Lyne Perras au poste de conseillère #3 le 31 mars 2023[11].

| Candidats conseiller #3 | Vote            | %               |
| ----------------------- | --------------- | --------------- |
| Lyne Perras             | Sans opposition | Sans opposition |

## Saint-Étienne-de-Beauharnois
|             | Élection (2017)                                                                               | Dissolution (2021)                                                                            | Élection (2021)                                                                           |
| Maire       | Gaétan Ménard                                                                                 | Gaétan Ménard                                                                                 | Martin Dumaresq                                                                           |
| Conseillers | Martin Couillard Benjamin Bourcier Martin Dumaresq Jacques Giroux Guy Lemieux Mathieu Mercier | Martin Couillard Benjamin Bourcier Martin Dumaresq Jacques Giroux Guy Lemieux Mathieu Mercier | Martin Couillard Benjamin Bourcier Guy Gendron Jacques Giroux Guy Lemieux Mathieu Mercier |

| Taux de participation :                | Taux de participation :                | Taux de participation :                | Taux de participation :                | Taux de participation :                | 55,5 % |
| Nombre de votes valides :              | Nombre de votes valides :              | Nombre de votes valides :              | Nombre de votes valides :              | Nombre de votes valides :              | 471    |
| Nombre de votes rejetées à la mairie : | Nombre de votes rejetées à la mairie : | Nombre de votes rejetées à la mairie : | Nombre de votes rejetées à la mairie : | Nombre de votes rejetées à la mairie : | 4      |
| Nombre d'électeurs inscrits :          | Nombre d'électeurs inscrits :          | Nombre d'électeurs inscrits :          | Nombre d'électeurs inscrits :          | Nombre d'électeurs inscrits :          | 856    |

| Candidats pour la mairie  | Vote | %     |
| ------------------------- | ---- | ----- |
| Martin Dumaresq (Sortant) | 370  | 78,56 |
| Sébastien Desjean         | 101  | 21,44 |

| Candidats conseiller #1    | Vote            | %               |
| -------------------------- | --------------- | --------------- |
| Martin Couillard (Sortant) | Sans opposition | Sans opposition |

| Candidats conseiller #2     | Vote            | %               |
| --------------------------- | --------------- | --------------- |
| Benjamin Bourcier (Sortant) | Sans opposition | Sans opposition |

| Candidats conseiller #3 | Vote | %     |
| ----------------------- | ---- | ----- |
| Guy Gendron             | 342  | 75,50 |
| Gérard Banville         | 111  | 24,50 |

| Candidats conseiller #4  | Vote | %     |
| ------------------------ | ---- | ----- |
| Jacques Giroux (Sortant) | 245  | 53,26 |
| Eryka Lareau Pomerleau   | 215  | 46,74 |

| Candidats conseiller #5 | Vote | %     |
| ----------------------- | ---- | ----- |
| Guy Lemieux (Sortant)   | 342  | 74,84 |
| Éric Pilon              | 115  | 25,16 |

| Candidats conseiller #6   | Vote | %     |
| ------------------------- | ---- | ----- |
| Mathieu Mercier (Sortant) | 463  | 84,49 |
| Jean-François Filteau     | 85   | 15,51 |

- Démission de Martin Couillard, conseiller district #1, le 15 novembre 2023[12].

- Élection partielle au poste de conseiller #1 le 10 mars 2024.

## Sainte-Martine
|             | Élection (2017)                                                                                 | Dissolution (2021)                                                                              | Élection (2021)                                                                                  |
| Maire       | Maude Laberge                                                                                   | Maude Laberge                                                                                   | Mélanie Lefort                                                                                   |
| Conseillers | Richard Laberge Normand Sauvé Dominic Garceau Carole Cardinal Jean-Denis Barbeau Mélanie Lefort | Richard Laberge Normand Sauvé Dominic Garceau Carole Cardinal Jean-Denis Barbeau Mélanie Lefort | Christian Riendeau Normand Sauvé Dominic Garceau Carole Cardinal Jacques Jodoin Caroline Ouellet |

| Candidats pour la mairie                   | Vote            | %               |
| ------------------------------------------ | --------------- | --------------- |
| Mélanie Lefort (Sortante d'un autre poste) | Sans opposition | Sans opposition |

| Candidats District #1 | Vote            | %               |
| --------------------- | --------------- | --------------- |
| Christian Riendeau    | Sans opposition | Sans opposition |

| Candidats District #2   | Vote | %     |
| ----------------------- | ---- | ----- |
| Normand Sauvé (Sortant) | 142  | 78,45 |
| Nathaniel Aubé          | 39   | 21,55 |

| Candidats District #3     | Vote            | %               |
| ------------------------- | --------------- | --------------- |
| Dominic Garceau (Sortant) | Sans opposition | Sans opposition |

| Candidats District #4      | Vote            | %               |
| -------------------------- | --------------- | --------------- |
| Carole Cardinal (Sortante) | Sans opposition | Sans opposition |

| Candidats District #5 | Vote            | %               |
| --------------------- | --------------- | --------------- |
| Jacques Jodoin        | Sans opposition | Sans opposition |

| Candidats District #6 | Vote            | %               |
| --------------------- | --------------- | --------------- |
| Caroline Ouellette    | Sans opposition | Sans opposition |

## Salaberry-de-Valleyfield
|             | Élection (2017) | Dissolution (2021) | Élection (2021) |
| Maire       | Miguel Lemieux | Miguel Lemieux | Miguel Lemieux |
| Conseillers | Lyne Lefebvre Jason Grenier Jean-Marc Rochon France Chenail Guillaume Massicotte Jacques Smith Patrick Rancourt Normand Amesse | Lyne Lefebvre Jason Grenier Jean-Marc Rochon France Chenail Guillaume Massicotte Jacques Smith Patrick Rancourt Normand Amesse | Lyne Lefebvre Jean-Marc Rochon France Chenail Stéphane Leduc Normand Amesse Patrick Rancourt Jean-François Giroux Sophie Sirois-Perras |

| Candidats pour la mairie | Vote            | %               |
| ------------------------ | --------------- | --------------- |
| Miguel Lemieux (Sortant) | Sans opposition | Sans opposition |

| Candidats District #1    | Vote            | %               |
| ------------------------ | --------------- | --------------- |
| Lyne Lefebvre (Sortante) | Sans opposition | Sans opposition |

| Candidats District #2      | Vote | %     |
| -------------------------- | ---- | ----- |
| Jean-Marc Rochon (Sortant) | 743  | 82,37 |
| Pierre Spénard             | 159  | 17,63 |

| Candidats District #3     | Vote | %     |
| ------------------------- | ---- | ----- |
| France Chenail (Sortante) | 903  | 71,33 |
| Robert Savard             | 363  | 28,67 |

| Candidats District #4 | Vote | %     |
| --------------------- | ---- | ----- |
| Stéphane Leduc        | 451  | 38,48 |
| Sylvain Renaud        | 349  | 29,78 |
| Martin Lacroix        | 212  | 18,09 |
| Alain Daigle          | 160  | 13,65 |

| Candidats District #5    | Vote | %     |
| ------------------------ | ---- | ----- |
| Normand Amesse (Sortant) | 977  | 81,01 |
| Normand Bourget          | 229  | 18,99 |

| Candidats District #6      | Vote            | %               |
| -------------------------- | --------------- | --------------- |
| Patrick Rancourt (Sortant) | Sans opposition | Sans opposition |

| Candidats District #7 | Vote            | %               |
| --------------------- | --------------- | --------------- |
| Jean-François Giroux  | Sans opposition | Sans opposition |

| Candidats District #8 | Vote  | %     |
| --------------------- | ----- | ----- |
| Sophie Sirois-Perras  | 1 133 | 63,80 |
| François Labossière   | 643   | 36,20 |